# 강기필
강기필(姜棋弼, 1934년 2월 8일 ~ )은 대한민국의 정치인이다. 제11대 국회의원을 지냈다.

## 학력
- 1959. 3.17 한국외국어대학교 영어과 4년 졸업
- 1982. 9. 2 서울대학교 행정대학원 국가정핵과정 수료
- 1987. 9~1988. 8 미국 몽고메리대학 영어교육과정 연수

## 경력
- 1970.10~1971.10 문화공보부 정세판당 전문위원
- 1971. 2~1972. 5 월간[한반도]지 발행인 겸 편집인
- 1973. 3~1979. 5 민주공화당 당의장 보좌역
- 1976. 8.18~ 9.1 중국국민당 초청 대만 공식방문 각종행사 참석 후 홍콩,일본 문화재 시찰
- 1979. 5~1980. 5 민주공화당 지역개발 심의실장
- 1980.12~1981. 1 한국국민당 기획조정실장
- 1981. 2~1981.10 한국국민당 총재비서실장
- 1981. 4~1985. 4 제11대 국회의원, 국회 문교공보위원회 간사위원, 유네스코 한국위원회 집행위원
- 1981. 8.8~ 8.28 김종철 한국국민당 총재 서독, 영국 공식 방문. 프랑스,미국,일본 비공식 방문.중요인사 면담 및 각종 행사 수행 정당 외교활동(비서실장)
- 1981.11~1982. 4 한국국민당 정책위원회 부의장
- 1982. 2~1985. 4 남북한고위대표회담 대표
- 1982. 3~1984. 3 학교법인 계명기독대학 이사
- 1982. 5~1985. 4 한국국민당 원내부 총무
- 1982. 5~1987. 8 학교법인 한국그리스도신학대학 이사
- 1982.10~1983. 9 국회예산결산 특별위원회 위원
- 1982.11.23~12.3 유네스코 제4차 파리 특별총회 한국대표
- 1983. 4~1985. 3 한국국민당 민족통일위원회 위원장
- 1983. 6~1987. 6 한국외국어대학교 총동문회 회장
- 1983. 7.31~ 8.7 한국고대문화전 일본동경전시회 개막식참석, 일본문화재 시찰(문공위원)
- 1983.8.10~1983.8.31 한국 국민당 임시대변인
- 1983. 9~1985. 4 국회 운영위원회 위원
- 1983.10.31 사회에 대한 본회의대정부 질문 "우리사회의이중구조타파" 역설(119회 정기국회)
- 1983.11.10 예산의 예비심사권 상임위부활 국회법개정안 본회의 통과(국회법개정소위원회 위원)
- 1984.4.30~ 5.27 중남미지역의원 특별사절단 대표로 페루,"베루난도 베라운드" 대통령 면담. 아르헨티나 상,하원의장 등 의회 지도자 대담, 우루과이, 브라질 정부요인면담, 각종행사 참석 등 의원 외교활동
- 1984. 7.11 언론의 자유보장 원칙에 부합하는 언론기본법 개정안 제안설명(국회본회의)
- 1984.11.27 문화재지정을 구체화하는 문화재 보호법 개정안 본회의 통과(문공위원으로 심사보고)
- 1985. 6~1987. 8 그리스도 신학대학 학장
- 1992. 3~1996. 5 한국알콜산업주식회사 상임고문
- 1995. 4~1998.12 한국발전연구원 자문위원
- 1995. 5~ 현재 민족중흥회 운영위원
- 1997. 4~ 현재 한국발전연구원 감사
- 2011.11~ 현재 한국외국어대학교 총동문회 상임고문

## 역대 선거 결과
| 실시년도 | 선거  | 대수 | 직책     | 선거구 | 정당       | 득표수      | 득표율         | 순위       | 당락 | 비고 |
| -------- | ----- | ---- | -------- | ------ | ---------- | ----------- | -------------- | ---------- | ---- | ---- |
| 1981년   | 총선  | 11대 | 국회의원 | 전국구 | 한국국민당 | 2,147,293표 | \| \| 13.3% \| | 전국구 8번 |      | 초선 |
|          | 13.3% |      |          |        |            |             |                |            |      |      |